# 퓨처 개러지
퓨처 개러지는 투스텝에서 더 부드러워진 스타일과 UK 개러지에서 영향받은 여러 요소가 하나의 통합된 전자음악의 한 장르다. 특징적인 사운드는 보컬, 부드럽게 필터링 된 리즈베이스, 어두운 분위기(신스 패드, 필드 녹음 그리고 다른 배경 사운드를 포함하여)이다. 템포는 보통 130에서 140BPM내외다.

## 자세히
이 장르는 UK개러지에서 영향 받은 것으로 묘사되고, 투스텝과 그라임, 소위 미래지향적으로 프로듀싱되고 종종 매우 현대적인 리듬 스타일이라고 일컬어진다.이 장르의 이름은 2009년 11월 퓨처 개러지 포럼(The Future Garage Forum)이 등장하기 전 Whistla이 창안했다.
2013년 3월 MusicTech Magazine 108 호에서 퓨처 개러지는 피치가 조정된 보컬 둥근 어택 또는 어쿠스틱 음악의 부드러운 리드, 변조되고 필터링된 서브베이스와 사각파형 베이스, 그리고 하우스 음악의 포온더 플로어비트나 그리드 하이햇이 없는 투스텝 개러지 드럼 비트를 사용해야한다고 제안되었다.퓨처 개러지 드럼 비트는 킥과 스네어 사이에 엇박자의 하이햇에 중점을 둔다. 주목할 만한 아티스트는 베리얼, Vacant, Klimeks, Pensees, Roam 그리고 Zomby 등이 있다.

## 들어보기
Kazukii - Hold On - 유튜브